# Buichi Terasawa

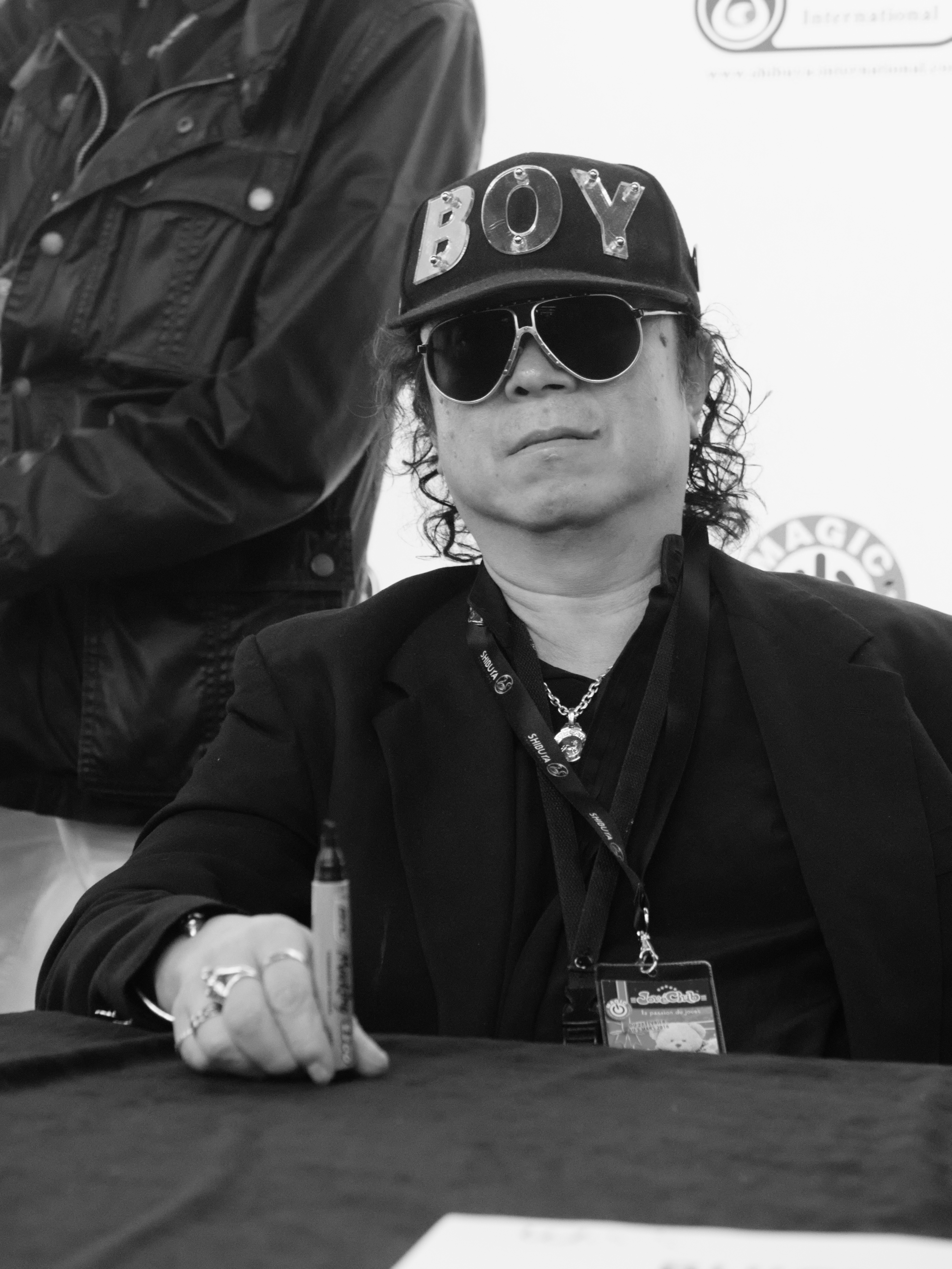
Buichi Terasawa (2016)

Buichi Terasawa (寺沢 武一, Terasawa Buichi) (Asahikawa, 30 maart 1955 – Tokio, 8 september 2023) was een Japanse mangaka en pionier in het toepassen van computergraphics bij manga-stripverhalen. Zijn bekendste werken waren Goku Midnight Eye en Cobra.

## Carrière
In 1976 verhuisde Terasawa naar Tokio en begon te studeren bij de befaamde Japanse mangaka Osamu Tezuka. Tijdens de periode dat hij samenwerkte met de manga-afdeling van Tezuka Productions, werd zijn illustratiewerk getiteld Mother Earth, Turn Green Again bekroond met de Tezuka Award. In 1977 begon hij te tekenen voor Weekly Shōnen Jump, een populair Japans manga-tijdschrift.
Begin de jaren 1980 begon hij de computer te zien als een hulpmiddel voor creatieve doeleinden. In 1985 startte hij een achtkleurige stripreeks genaamd BAT. In de daaropvolgende jaren, parallel met de vooruitgang in de computerwereld, creëerde hij in 1992 TAKERU, 's werelds eerste stripreeks met computergraphics. Daarna volgden Cobra, Bat en Gundragon Sigma - in deze laatste serie is alleen het hoofdpersonage met de hand getekend - en verscheidene andere manga's. Verder schreef en regisseerde hij computerspellen zoals COBRA II: A Man of Legend en anime zoals GOKU, GOKU II en Raven Tengu Kabuto.
Terasawa's werk wordt vertaald en gepubliceerd in meer dan tien landen en is te zien op strip- en animatiegerelateerde bijeenkomsten en tentoonstellingen over de hele wereld.

## Privéleven
In 1998 werd bij Terasawa een kwaadaardige hersentumor ontdekt. Ondanks operaties en chemotherapie kreeg hij een terugval. Na een nieuwe operatie bleef hij voor de rest van zijn leven verlamd aan de linkerkant van zijn lichaam. Op 8 september 2023 stierf Terasawa op 68-jarige leeftijd na een hartaanval.